# Agathosma microcarpa
Agathosma microcarpa är en vinruteväxtart som först beskrevs av Otto Wilhelm Sonder, och fick sitt nu gällande namn av Neville Stuart Pillans. Agathosma microcarpa ingår i släktet Agathosma och familjen vinruteväxter. Inga underarter finns listade i Catalogue of Life.